# Hemipenthes scylla
Hemipenthes scylla är en tvåvingeart som först beskrevs av Osten Sacken 1887.  Hemipenthes scylla ingår i släktet Hemipenthes och familjen svävflugor. Inga underarter finns listade i Catalogue of Life.